# NHKマイあさラジオ
『NHKマイあさラジオ』（エヌエイチケイマイあさラジオ）は、NHKラジオ第1とNHKワールド・ラジオ日本で2015年3月30日から2019年3月31日まで放送されたラジオ番組。

## 概要
これまでの『ラジオあさいちばん』で行ってきたコーナーを引き継ぎ、40代の主婦に加え、若者を対象にしたコーナーを設け、平日と土日とのメリハリをつけることによって、新たなリスナーの獲得につなげる。

## 放送時間
- 月曜日 - 土曜日 5:00 - 8:00
- 日曜日 5:00 - 7:45

## 出演者
平日
- 加藤成史、大久保彰絵（2015年3月30日 - 2019年3月29日、隔週担当）
- 野村優夫、小倉実華（2015年4月6日 - 2019年3月22日、隔週担当）
- 気象情報：福田寛之（2017年4月3日 - 2019年3月29日）

土曜・日曜
- 高市佳明（2016年4月9日 - 2019年3月31日）、渡辺ひとみ（2015年4月4日 - 2019年3月31日）

高市は土曜日 8:45から放送される「NHKガイド」、日曜日 7:45から放送される「日曜コラム」も担当。
渡辺は日曜日 7:55から放送されるローカルニュース・気象情報・道路交通情報も担当。（関東・甲信越地方のみ）
- 気象情報：戸田よしか（2015年4月4日 - 2019年3月31日）

### 過去の出演者
- 柿沼郭（2015年4月4日 - 2016年4月3日、土曜・日曜担当）
- 伊藤みゆき（2015年3月30日 - 2017年3月31日、平日気象情報担当[5]）

## 番組の構成
毎正時からと平日・土曜日の5時30分と6時40分から全国ニュース、毎時55分からと6:25、平日7:20・土日祝7:15からの5分間はローカルのニュース・気象情報などがある。また日曜日を除く7:40 - 8:00は各地のローカルコーナーを織り込んでいる。NHKワールド・ラジオ日本では、5分間のローカルニュースの時間帯で「海外安全情報」を放送する。
ニュースは特記のない限り、ラジオセンター内のニューススタジオ（131スタジオと132スタジオの中間に位置）からの放送。
お便り紹介や音楽は随時放送されるが特定のテーマに沿ったお便りは、特別番組である『お便りラジオ』として不定期的に放送している。

### 平日
※ニュースは特記のないものは小見誠広が出演。祝日は鹿島綾乃または吉田浩が出演。
5時台
- 5:00 オープニング、全国のニュース・スポーツニュース
- 5:13頃 気象情報
- 5:16頃 マイあさだより（パート1）
- 5:28頃 きょうは何の日（過去の同じ日付に起こった出来事を紹介。BGMはフランク・ミルズ「詩人と私」）
- 5:30 全国のニュース（フラッシュ版）（平日は当日の「NHKけさのニュース」を担当する女性契約キャスター(詳細は後述)、祝日は休止）・気象情報
- 5:38頃 健康ライフ
- 5:46頃 マイあさだより（パート2、月 - 木）、海外マイあさだより（金曜日）
- 5:52頃 お便り紹介
- 5:55 ローカル放送 気象情報（FM放送と同時放送、関東・甲信越地方では福田が担当。なお、NHKワールド・ラジオ日本では「海外安全情報」を放送）

6時台
- 6:00 全国のニュース・スポーツニュース
- 6:10頃 気象情報
- 6:15頃 ワールドリポート（月 - 木）、今週のオピニオン（金曜日）
- 6:24 安心ラジオ
- 6:25 ローカル放送 ニュース・気象情報・道路交通情報（関東・甲信越地方では大久保・小倉が担当）
- 6:30 ラジオ体操
- 6:40 全国のニュース（フラッシュ版）（5:30からの放送と同様、平日は当日の「NHKけさのニュース」を担当する女性契約キャスター（詳細は後述）、祝日は大久保・小倉が担当）
- 6:43 社会の見方・私の視点
- 6:51頃 きょうは何の日
- 6:55 ローカル放送 気象情報・鉄道と道路交通情報（FM放送と同時放送、関東・甲信越地方では伊藤と大久保・小倉が担当。関東・甲信越の場合は、JR東日本東京総合指令室からJR各線の運行情報→スタジオから私鉄各線の運行情報→日本道路交通情報センターから首都圏の道路情報の順[6]。なお、NHKワールド・ラジオ日本では「海外安全情報」を放送）

7時台
- 7:00 NHKけさのニュース（FM放送と同時放送、男性は小見誠広が、女性は契約キャスター（横山亜紀子、浦野遥、高橋春菜）の3人週替わりローテーション。祝日は鹿島綾乃または吉田浩が担当。＜年末年始は土日に準拠＞）
- 7:20（祝日のみ7:15） ローカル放送 ニュース・気象情報（FM放送と同時放送、関東地方では大久保・小倉が担当。なお、NHKワールド・ラジオ日本では「海外安全情報」を放送）
- 7:25 ニュースアップ（解説、『NHKニュースおはよう日本』の6時台「ここに注目!」と同内容[7]。なお、祝日は休止）
- 7:30頃 音楽（一部地域は交通情報）
- 7:32 ワールドリポート（月 - 木）、お便り特集（金曜日）
- 7:38頃 お天気ワンポイント
  - ここまで全国枠[8]（いわゆる表パート）
- 7:40 ローカル枠

### 土曜日
※ニュースは特記がないものは鹿島綾乃が出演（2016年度までは宿直アナウンサーが担当していた）。
5時台
- 5:00 オープニング、全国のニュース・スポーツニュース
- 5:12頃 気象情報
- 5:15 マイあさだより
- 5:28頃 きょうは何の日
- 5:30 全国のニュース（高市が担当）・気象情報
- 5:36 全国食べものうまいもの
- 5:44 落合恵子の絵本の時間
- 5:53頃 お便り紹介
- 5:55 ローカル放送 気象情報（FM放送と同時放送、関東・甲信越地方では渡辺が担当。なお、NHKワールド・ラジオ日本では「海外安全情報」を放送）

6時台
- 6:00 全国のニュース・スポーツニュース
- 6:10頃 気象情報
- 6:14 インタビュー 明日の人
- 6:25 ローカル放送 ニュース・気象情報・道路交通情報（関東・甲信越地方では渡辺が担当）
- 6:30 ラジオ体操
- 6:40 全国のニュース（高市が担当）
- 6:43 サタデーエッセー
- 6:51頃 きょうは何の日
- 6:55 ローカル放送 気象情報・鉄道と道路交通情報（FM放送と同時放送、関東・甲信越地方では渡辺が担当[9]。なお、NHKワールド・ラジオ日本では「海外安全情報」を放送）

7時台
- 7:00 NHKけさのニュース（FM放送と同時放送）
- 7:15 ローカル放送 ニュース・気象情報（FM放送と同時放送、関東・甲信越地方では渡辺が担当。なお、NHKワールド・ラジオ日本では「海外安全情報」を放送）
- 7:20 スポーツトピックス
- 7:30頃 音楽（一部地域は交通情報）
- 7:32 歴史を探しに（裏パートから格上げ）
  - ここまで全国枠（いわゆる表パート）
- 7:40 ローカル枠

### 日曜日
※ニュースは特記がないものは吉田浩が出演（2016年度までは宿直アナウンサーが担当していた）。
5時台
- 5:00 オープニング、全国のニュース・スポーツニュース
- 5:12頃 気象情報
- 5:16頃 マイあさだより
- 5:28頃 きょうは何の日
- 5:30 気象情報
- 5:33頃 いきもの☆いろいろ
- 5:44頃 からだのキモチ
- 5:52頃 お便り紹介
- 5:55 ローカル放送 気象情報（FM放送と同時放送、関東・甲信越地方では渡辺が担当。なお、NHKワールド・ラジオ日本では「海外安全情報」を放送）

6時台
- 6:00 全国のニュース・スポーツニュース
- 6:10頃 気象情報
- 6:14頃 サエキけんぞうの素晴らしき80’s
- 6:25 ローカル放送 ニュース・気象情報・道路交通情報（関東・甲信越地方では渡辺が担当）
- 6:30 ラジオ体操（7月最終又は8月第1週は1000万人ラジオ体操・みんなの体操祭を6:45まで放送）
- 6:40 著者からの手紙
- 6:51頃 きょうは何の日
- 6:55 ローカル放送 気象情報・道路交通情報（FM放送と同時放送、関東・甲信越地方では渡辺が担当。なお、NHKワールド・ラジオ日本では「海外安全情報」を放送）

7時台
- 7:00 NHKけさのニュース（FM放送と同時放送）
- 7:15 ローカル放送 ニュース・気象情報（FM放送と同時放送、関東・甲信越地方では渡辺が担当。なお、NHKワールド・ラジオ日本では「海外安全情報」を放送）
- 7:21 サンデーエッセー
- 7:30 音楽（一部地域は交通情報）
- 7:32 気象情報
- 7:34 私のお気に入り
- 7:43頃 お便り紹介→エンディング

## ローカルコーナー
平日・土曜（除・祝日と年末年始）7:40 - 8:00はローカル枠を設定する。以下の全番組はIPサイマルラジオサービス「らじる★らじる」でも同時配信されているが、※の番組は2017年10月3日から2018年3月30日までは「radiko」でも同時配信していた。また、2018年4月12日からは、以下の全番組が「radiko」でも配信される。NHKワールド・ラジオ日本ではこのうち、関東・甲信越向けの「マイあさラジオ」の内容を放送するため、短波ラジオが受信できる環境であれば聴取可能である。
- 北海道『おはよう もぎたてラジオ便』
- 東北『マイあさラジオ東北』※
- 関東・甲信越『NHKマイあさラジオ』※
- 東海・北陸『東海北陸あさラジオ』
- 近畿『関西ホットライン』
- 中国『おはよう中国』※
- 四国『四国おはようネットワーク』※
- 九州・沖縄『マイあさラジオ九州沖縄』※